# Maleficent - Signora del male
Maleficent - Signora del male (Maleficent: Mistress of Evil) è un film del 2019 diretto da Joachim Rønning.
Prodotto dalla Walt Disney Pictures, è il sequel di Maleficent (2014), remake/spin-off del Classico Disney La bella addormentata nel bosco (1959). È interpretato da Angelina Jolie, di nuovo nella parte di Malefica, la fata cattiva creata dalla Disney. Anche Elle Fanning, Sam Riley, Imelda Staunton, Juno Temple e Lesley Manville ritornano ai loro ruoli precedenti, con Harris Dickinson che sostituisce Brenton Thwaites del primo film, e Michelle Pfeiffer, Ed Skrein e Chiwetel Ejiofor che si uniscono al cast come nuovi personaggi.

## Trama
Cinque anni dopo la riunione dei regni, la dolce Aurora è diventata regina della Brughiera avendo ricevuto il titolo da Malefica, che continua a difendere il regno: alcuni bracconieri stanno infatti rapendo delle creature fatate. La vita quotidiana subisce una svolta inaspettata quando il principe Filippo chiede ad Aurora di sposarlo e lei accetta; Malefica non è d'accordo poiché nutre un forte rancore nei confronti degli esseri umani, che la vedono ancora come una perfida strega. Intanto, all'insaputa di tutti, la madre di Filippo, la malvagia regina Ingrid di Ulstead, progetta di servirsi del matrimonio per separare per sempre umani e fate: è lei che ha dato ordine di rapire le creature, usandole come cavie in esperimenti crudeli per produrre un'arma contro di loro.
Durante la cena di fidanzamento, la regina Ingrid provoca di continuo Malefica mettendola di fronte ai misfatti passati e al fatto che lei e Aurora siano di specie differenti. Quando la regina Ingrid dichiara che considera la principessa Aurora sua, la furibonda Malefica minaccia la corte e si difende violentemente dalla reazione delle guardie, ma viene fermata da Aurora; il re Giovanni, il padre di Filippo, cade però in un sonno eterno simile a quello a cui era stata condannata Aurora. La Regina Ingrid accusa Malefica di esserne la colpevole; questa invita Aurora ad andarsene ma questa, credendo alla regina, rimane a palazzo. Malefica vola via e Gerda, una serva della regina, la colpisce con un proiettile di ferro.
In fin di vita, viene salvata da una creatura simile a lei e si sveglia in un'enorme caverna dove vivono centinaia di creature a lei simili, capeggiati da Conall, il suo salvatore. Questi le spiega che la sua razza ha origine dalla mitica Fenice, di cui Malefica è l'ultima discendente diretta; poiché gli umani hanno decimato la stirpe, si sono ridotti a vivere in esilio nel sottosuolo. Borra, un altro esponente della specie, vorrebbe dichiarare guerra agli umani e servirsi dei poteri di Malefica per vincere; Conall invece ritiene che bisognerebbe cercare la pace con gli umani. Al castello, intanto, i preparativi per il matrimonio sono in corso, ma Aurora mal sopporta gli obblighi impostile da Ingrid. Insospettendosi della futura suocera, ben presto scopre il laboratorio segreto dove Sicofante, un elfo rinnegato, ha creato un veleno in grado di distruggere gli esseri fatati, e capisce anche che la regina ha utilizzato la maledizione lanciata da Malefica e ancora presente nell'arcolaio per stregare suo marito e far ricadere la colpa sulla fata madrina: il matrimonio sarà in realtà una trappola per far fuori in un solo colpo tutti gli abitanti della Brughiera.
Aurora viene scoperta e messa in prigione, mentre Malefica, percependo un attacco alla Brughiera, vi si reca e scopre che tutti i fiori sulle tombe delle fate sono stati recisi; qui viene attaccata dai soldati di Ingrid, ma Conall si sacrifica per salvarla. Borra coglie l'occasione per dichiarare guerra agli umani. Mentre gli abitanti della brughiera giunti alle nozze sono attaccati in chiesa da Gerda, che utilizza un organo a canne per sparar loro addosso il veleno, all'esterno nasce una battaglia che vede coinvolte tutte le razze; accecata dal dolore per la morte di Conall, Malefica vi si reca e scatena tutto il suo potere contro gli eserciti, uccidendo anche Gerda, per poi fronteggiare la stessa regina Ingrid. Liberatasi, Aurora interviene chiedendo perdono alla madrina per non averle creduto, invitandola alla pace e rivolgendole per la prima volta l'appellativo di madre; Ingrid scaglia contro Aurora una freccia avvelenata e Malefica, per proteggere Aurora, si sacrifica e viene uccisa dal veleno.
La Regina Ingrid spiega a Aurora di aver sempre voluto uccidere Malefica e di aver alimentato in tutti quegli anni le voci malevole sul suo conto perché fosse odiata da tutti. Mentre la regina attacca Aurora, Malefica risorge nella forma di Fenice, grazie alle lacrime di dolore versate da Aurora sulle sue ceneri; terrorizzata, Ingrid getta Aurora dalla torre, ma Malefica la salva. Filippo intanto combatte contro Borra ma, pur avendone l'opportunità, decide di risparmiarlo, facendogli capire che Conall aveva ragione e che la pace con gli umani è possibile; Malefica, dopo essersi riabbracciata con l'amata Aurora e avendo compreso il valore di Filippo, benedice la loro unione. Sicofante si pente e consegna l'arcolaio a Malefica, che lo distrugge definitivamente, svegliando re Giovanni. La Regina Ingrid è invece punita con la trasformazione in una capra.
Il matrimonio di Aurora e Filippo viene celebrato e sancisce l'unione pacifica di tutti i regni, quello umano e quello fatato. Il giorno dopo, Malefica saluta i due sposini e parte, promettendo di tornare in tempo per il battesimo di loro figlio. Finalmente serena, la fata vola via attorniata dai bambini della sua specie.

## Produzione

### Sviluppo
All'uscita del primo film nel maggio 2014, Jolie ha dichiarato che un sequel era possibile.
 Il progetto è stato ufficialmente annunciato il giugno successivo e Jolie ha firmato nell'aprile 2016. Rønning, che ha co-diretto Pirati dei Caraibi - La vendetta di Salazar (2017) per la Disney, è stato assunto per dirigere il film ad ottobre e il resto del cast è stato aggiunto o confermato a maggio 2018.

### Casting
Nell'aprile 2018, Ed Skrein è stato scelto nel film per interpretare il ruolo principale del cattivo, con Elle Fanning che torna a interpretare la principessa Aurora. Anche Michelle Pfeiffer si aggiunge come personaggio, ed interpreta la regina malvagia Ingrid.
Nel maggio del 2018 fu annunciato che Harris Dickinson avrebbe sostituito Brenton Thwaites nel ruolo del principe Filippo, a causa dei conflitti di programmazione con quest'ultimo attore. In seguito fu anche confermato che anche Jenn Murray, David Gyasi, Chiwetel Ejiofor e Robert Lindsay si erano uniti al cast. Sam Riley, Imelda Staunton, Juno Temple e Lesley Manville hanno ugualmente confermato di riprendere i loro ruoli dal film precedente.

 
Nel giugno 2018, Judith Shekoni si è unita al cast.

### Riprese
Le riprese principali del film sono iniziate il 29 maggio 2018, nei Pinewood Studios in Inghilterra. Si sono concluse il 24 agosto 2018.

## Promozione

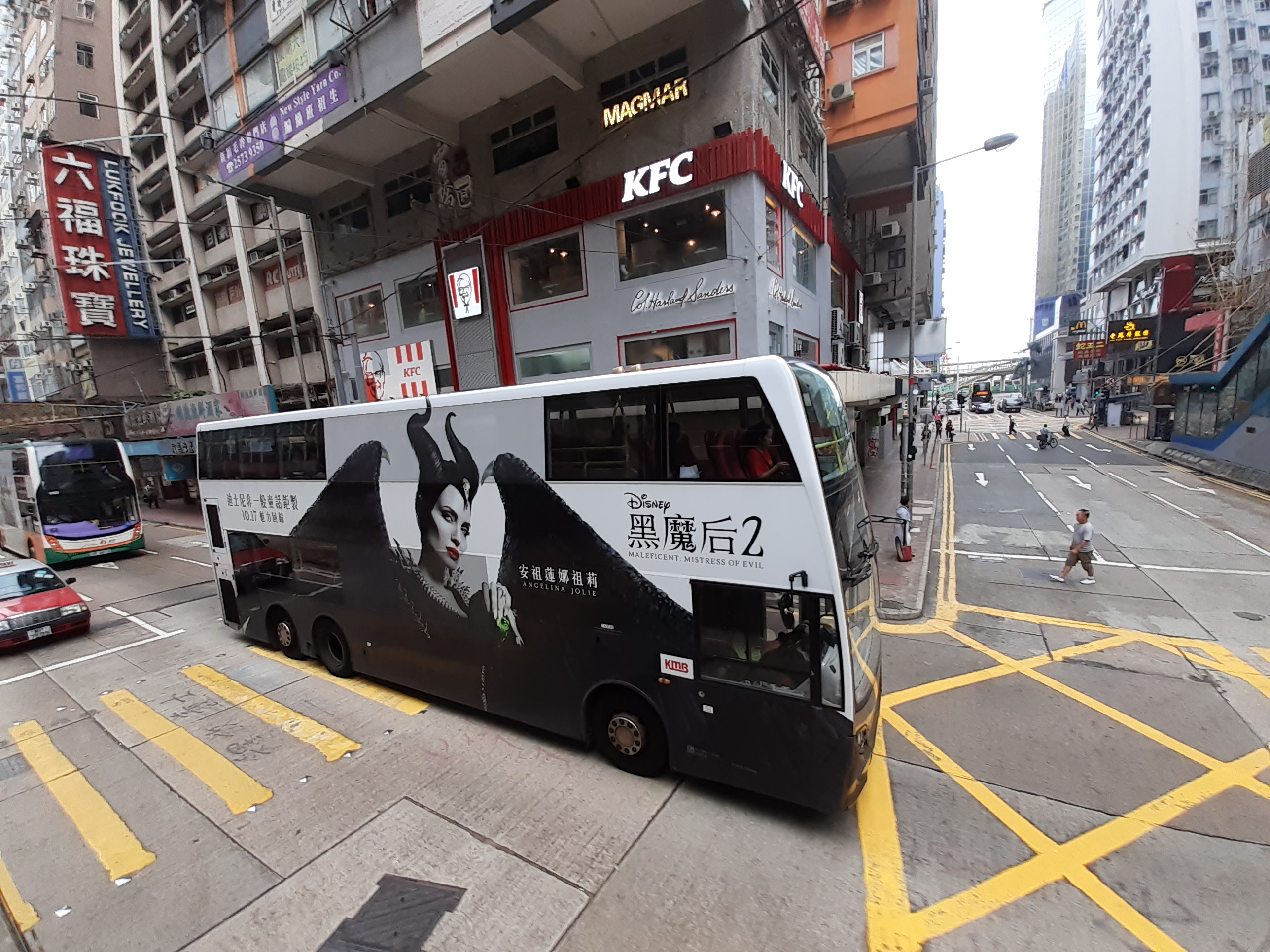
Un banner promozionale cinese del film

Il primo teaser trailer è stato diffuso il 14 maggio 2019, sia in versione originale che italiana.

## Distribuzione
La pellicola è stata distribuita in Italia a partire dal 17 ottobre 2019 e il giorno seguente negli Stati Uniti, in anticipo rispetto alla precedente data annunciata, il 29 maggio 2020. Il film è stato presentato in anteprima il 7 ottobre a Roma, con la presenza delle attrici Angelina Jolie e Michelle Pfeiffer.

## Accoglienza

### Incassi
Maleficent - Signora del male ha incassato quasi 114 milioni di dollari nel Nord America e quasi 378 nel resto del mondo, arrivando quindi a quasi 492 milioni a livello globale, contro un budget di 180. È stato stimato che al film sarebbero serviti 400-475 milioni di dollari incassati per recuperare le spese di produzione ed almeno 500 milioni per generare profitti.
La pellicola ha incassato al botteghino americano 12,5 milioni di dollari il suo primo giorno, di cui 2,3 milioni provenienti dalle anteprime della giornata precedente. Ha completato il weekend con 36,9 milioni, finendo primo al box office ma deludendo le previsioni degli esperti e registrando un calo del 48% rispetto all’apertura del film precedente. Cause di questa tiepida accoglienza commerciale sono state, secondo molti, i cinque anni di distanza da Maleficent, le recensioni miste da parte della critica e la competizione con altre pellicole.

### Critica
Sull'aggregatore Rotten Tomatoes il film riceve il 40% delle recensioni professionali positive con un voto medio di 5,10 su 10, basato su 259 recensioni, mentre su Metacritic ottiene un punteggio di 43 su 100 basato su 40 recensioni.

## Riconoscimenti
- 2020 – Premi Oscar[21]
  - Candidatura al miglior trucco e acconciatura a Paul Gooch, Arjen Tuiten e David White
- 2020 – Art Directors Guild Award
  - Candidatura alla migliore scenografia per un film fantasy a Patrick Tatopoulos
- 2020 – Nickelodeon Kids' Choice Award
- Candidatura alla migliore attrice cinematografica ad Angelina Jolie

## Sequel
Un terzo film di Maleficent è stato annunciato per essere in fase di sviluppo nel settembre 2021, con Angelina Jolie collegata al progetto come produttrice. La prima bozza della sceneggiatura era già stata scritta all'epoca, da Linda Woolverton e Evan Spiliotopoulos. La Disney ha confermato lo stesso mese che il progetto era in lavorazione, con Jolie che dovrebbe riprendere il suo ruolo. A novembre, durante un'intervista sul film della Jolie Eternals (2021) al podcast D23 Inside Disney, l'attrice ha accennato al suo ritorno nei panni di Malefica in un terzo film. Il 6 dicembre 2023, Angelina Jolie ha confermato che avrebbe ripreso il ruolo di Malefica in un'intervista al Wall Street Journal; ha anche confermato che il film è ancora in fase di sviluppo.